# Ueba
Der Ueba, auch Uëba, Urba, Hueba, Houéba oder Wheba, war ein libysches Volumen- und Getreidemaß in Tripolis.
- 1 Ueba = 4 Temen/Viertel = 16 Orbah = 32 Nöss Orbah/Nus Orbah/Nuse Orbah/halber Orbah[3][4] = 5411,6 Pariser Kubikzoll = 107,3 Liter

Unterschiede des Maßes machte die Getreideart aus, die gestrichen gemessen wurde.
- Weizen 1 Ueba = 210 Rottel[5]
- Gerste 1 Ueba = 150 Rottel

Der Caffiso/Cafiz/Cafiso/Kafis für Getreide war
- 1 Caffiso = 16 Ueba = 192 Saâ = 4,596 Hektoliter
- nach anderen Quellen 1 Caffiso = 20 Tiberi = 3,2674 Hektoliter[6]